# Them Again
Them Again è il secondo album in studio del gruppo musicale nordirlandese Them, pubblicato nel 1966.

## Tracce

### Versione UK
Side 1
1. Could You, Would You (Van Morrison) – 3:15
2. Something You Got (Chris Kenner) – 2:36
3. Call My Name (Tommy Scott) – 2:23
4. Turn On Your Love Light (Deadric Malone, Joseph Wade Scott) – 2:18
5. I Put a Spell on You (Screamin' Jay Hawkins) – 2:40
6. I Can Only Give You Everything (Phil Coulter, Tommy Scott) – 2:43
7. My Lonely Sad Eyes (Van Morrison) – 2:27
8. I Got a Woman (Ray Charles, Renald Richard) – 3:16

Side 2
1. Out of Sight (James Brown, Ted Wright) – 2:26
2. It's All Over Now, Baby Blue (Bob Dylan) – 3:52
3. Bad or Good (Van Morrison) – 2:09
4. How Long Baby (M. Gillon aka Tommy Scott) – 3:41
5. Hello Josephine (Dave Bartholomew, Fats Domino) – 2:06
6. Don't You Know (Tommy Scott) – 2:26
7. Hey Girl (Van Morrison) – 2:59
8. Bring 'em On In (Van Morrison) – 3:46

### Versione USA
Side 1
1. Could You, Would You (Morrison) – 3:13
2. Something You Got (Chris Kenner) – 2:35
3. Call My Name (Tommy Scott) – 2:22
4. Turn on Your Love Light (Deadric Malone, Joseph Wade Scott) – 2:22
5. I Can Only Give You Everything (Phil Coulter, Tommy Scott) – 2:43
6. My Lonely Sad Eyes (Morrison) – 2:31

Side 2
1. Out of Sight (James Brown, Ted Wright) – 2:24
2. It's All Over Now, Baby Blue (Bob Dylan) – 3:50
3. Bad Or Good (Morrison) – 2:09
4. How Long Baby (M. Gillon aka Tommy Scott) – 3:40
5. Don't You Know (Tommy Scott) – 2:26
6. Bring 'em On In (Morrison) – 3:45